# Université de Buenos Aires

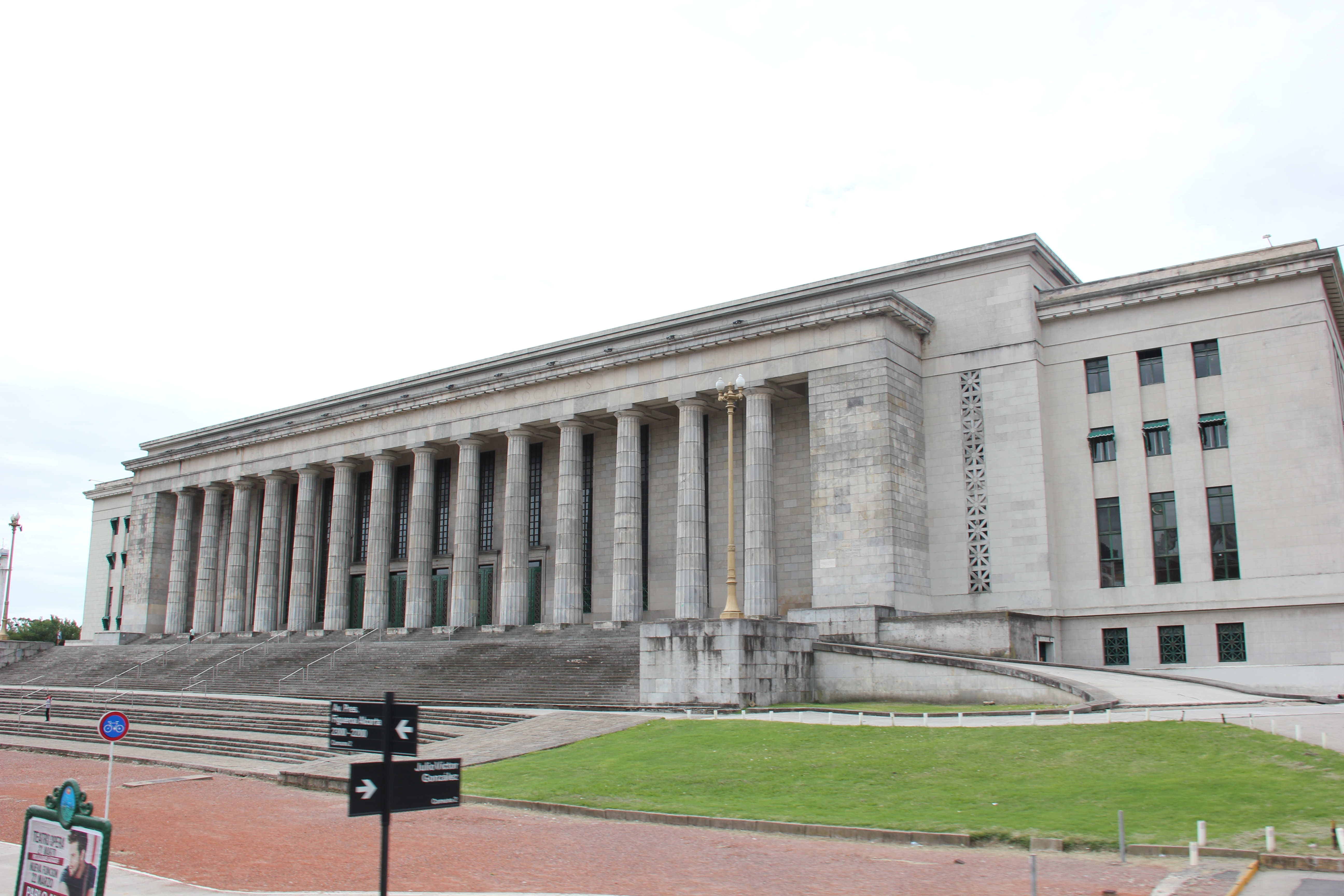
Faculté de droit de l'université de Buenos Aires.

L'université de Buenos Aires (UBA) est une université nationale publique argentine basée à Buenos Aires. Elle a été fondée le 12 août 1821 par le gouverneur de la province de Buenos Aires, Martín Rodríguez, et son ministre, Bernardino Rivadavia. L'UBA est la plus grande université d'Argentine et compte parmi les centres d'études les plus prestigieux des Amériques. En 2019, elle se classait au 73e rang du classement mondial QS des universités qui la classaient comme la meilleure université d'Amérique latine sur la base de la qualité de son enseignement, de son niveau de recherche et de son internationalisation,,. Près de 30% de la recherche scientifique du pays est réalisée dans cette institution. Quatre des cinq lauréats argentins du prix Nobel ont été des étudiants et des professeurs de cette université (Carlos Saavedra Lamas, Bernardo Houssay, Federico Leloir et César Milstein). 15 présidents qui ont gouverné en Argentine sont diplômés de cette institution. Selon les fondements de son statut universitaire, « il s’agit d’une entité de droit public ayant pour but : la promotion, la diffusion et la préservation de la culture [...] étant en contact direct et permanent avec la pensée universelle et accordant une attention particulière aux problèmes de l'Argentine ».
Comme le reste des universités nationales argentines, elle est non tarifaire. Elle dépend financièrement de l'État argentin mais est autonome, libre et laïque. Étant autonome, elle a son propre système de gouvernement, formé depuis la réforme de l'université de 1918 par des représentants de professeurs, d'étudiants et de diplômés. La liberté de chaire favorise l’existence de plus d’un titre qui dicte chaque sujet. Les enseignants sont sélectionnés par le biais d’un concours et d’un mécanisme d’évaluation par jury.
Leur revenu provient du CBC (Common Basic Cycle), qui est le premier cycle de tous les cours de l'UBA, compte 6 ou 7 supports et dure un an.
Elle est composée de treize facultés : l'École supérieure de commerce Carlos Pellegrini, l'Institut libre de deuxième enseignement, l'École nationale de Buenos Aires, l'École de formation professionnelle technique de niveau moyen en production agricole et agroalimentaire - Faculté de sciences vétérinaires, huit centres universitaires régionaux, le Centre culturel Ricardo Rojas, la Presse universitaire de Buenos Aires, le Cinéma Cosmos, dix-huit musées et cinq unités de protection sociale.
Elle compte 85 cursus et 116 diplômes (qui constituent un troisième niveau d'enseignement), ainsi que plusieurs cours de troisième cycle du quatrième niveau (spécialisations et masters), du cinquième degré (doctorats) et de sixième niveau (postdocs). L'entrée à l'université est illimitée, bien que depuis 1985, la première année de toutes les courses soit le cycle de base commun (CBC), qui doit être approuvé avant de pouvoir entrer dans la faculté correspondante.

## Historique
L'université de Buenos Aires fut créée le 9 août 1821.
La première femme à être diplômée de cette université est Élida Passo (1867-1893).

## Distinctions
Les cinq prix Nobel d'Argentine furent étudiants ou professeurs de cette université.
La liste suivante détaille leur relation avec l'université au moment de la réception du prix.
- Dr Carlos Saavedra Lamas, prix Nobel de la paix 1936, professeur à la faculté de droit ;
- Dr Bernardo Houssay, prix Nobel de physiologie 1947, professeur à la faculté de médecine ;
- Dr Luis Federico Leloir, prix Nobel de chimie 1970, professeur à la faculté de médecine ;
- Dr Adolfo Pérez Esquivel, prix Nobel de la paix 1980, ancien étudiant. Fut nommé docteur honoris causa en 2004 ;
- Dr César Milstein, prix Nobel de Médecine 1984, ancien professeur à la faculté de médecine.

## Personnalités liées à l'université

### Professeurs
- Adolfo Pérez Esquivel, prix Nobel de chimie 1970, professeur à la faculté de médecine de l'université de Buenos Aires
- Carmen Guarini, anthropologue et cinéaste

### Étudiants
- Hugo Bleichmar, psychanalyste argentin
- Gloria Bonder, psychologue argentine.
- Catherine Cesarsky, astrophysicienne française
- Meritxell Colell Aparicio, réalisatrice de cinéma espagnole
- Julio Cortázar, écrivain
- Osvaldo Daicich, réalisateur
- Eduardo Duhalde président de la Nation argentine
- Antonella Estévez, journaliste et historienne du cinéma de nationalité chilienne.
- Che Guevara, médecin et leader communiste
- Arturo Umberto Illia médecin et président de la Nation argentine
- Jorge Kurchan, physicien
- Melisa Liebenthal, réalisatrice
- Pola Oloixarac, romancière argentine
- Elvira Orphée, écrivaine argentine
- Tomás Rebord, avocat, animateur radio, streamer et écrivain argentin
- Agustina Pérez Rial, réalisatrice et critique de cinéma
- Ángel Rosenblat, linguiste argentin
- Richard Tomlinson, espion anglais
- Vera W. de Spinadel, mathématicienne
- Paula Wajsman (1939-1995), une psychologue, essayiste et traductrice argentine
- Brian Dyson, ancien directeur général de la société Coca-Cola

## Galerie

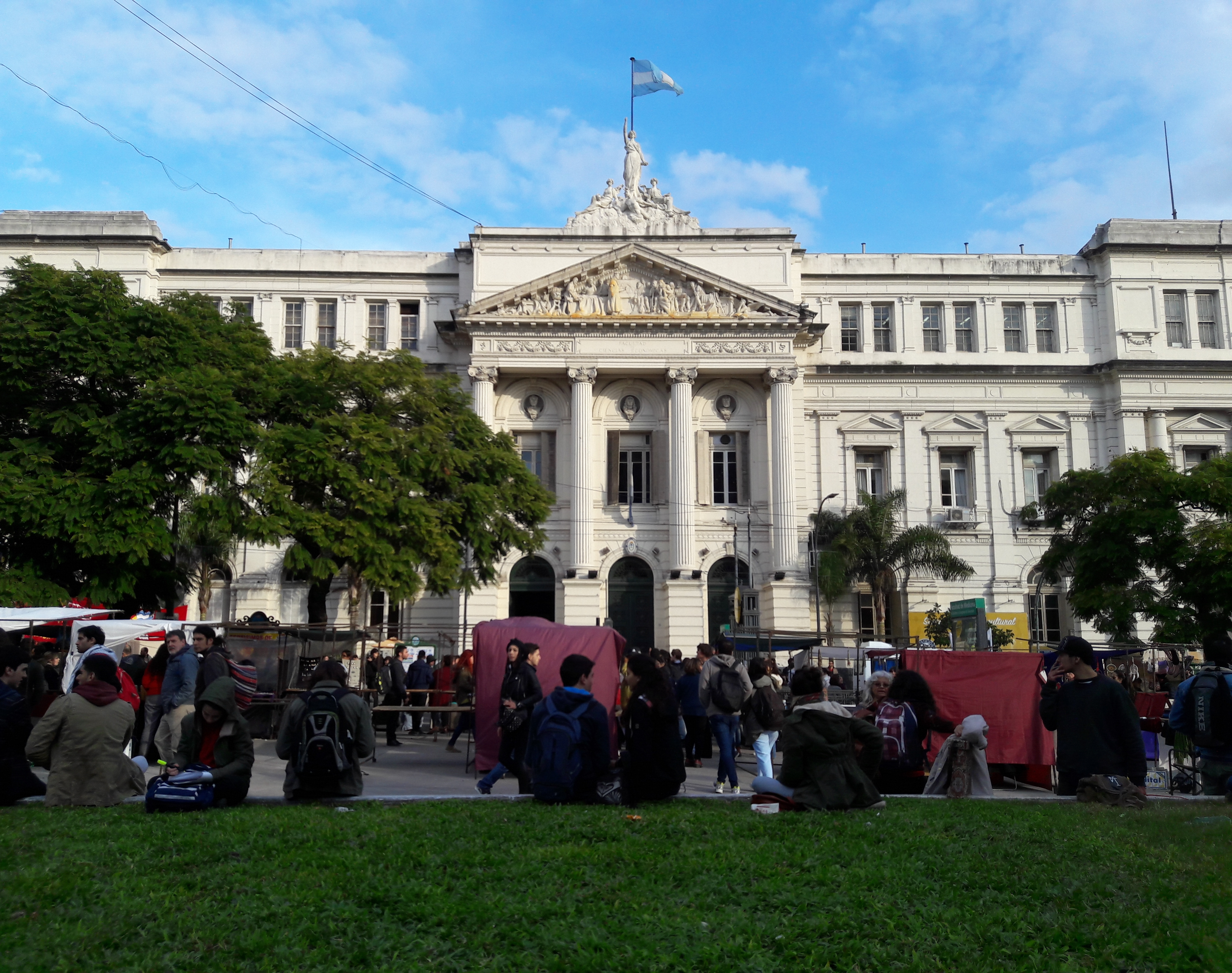
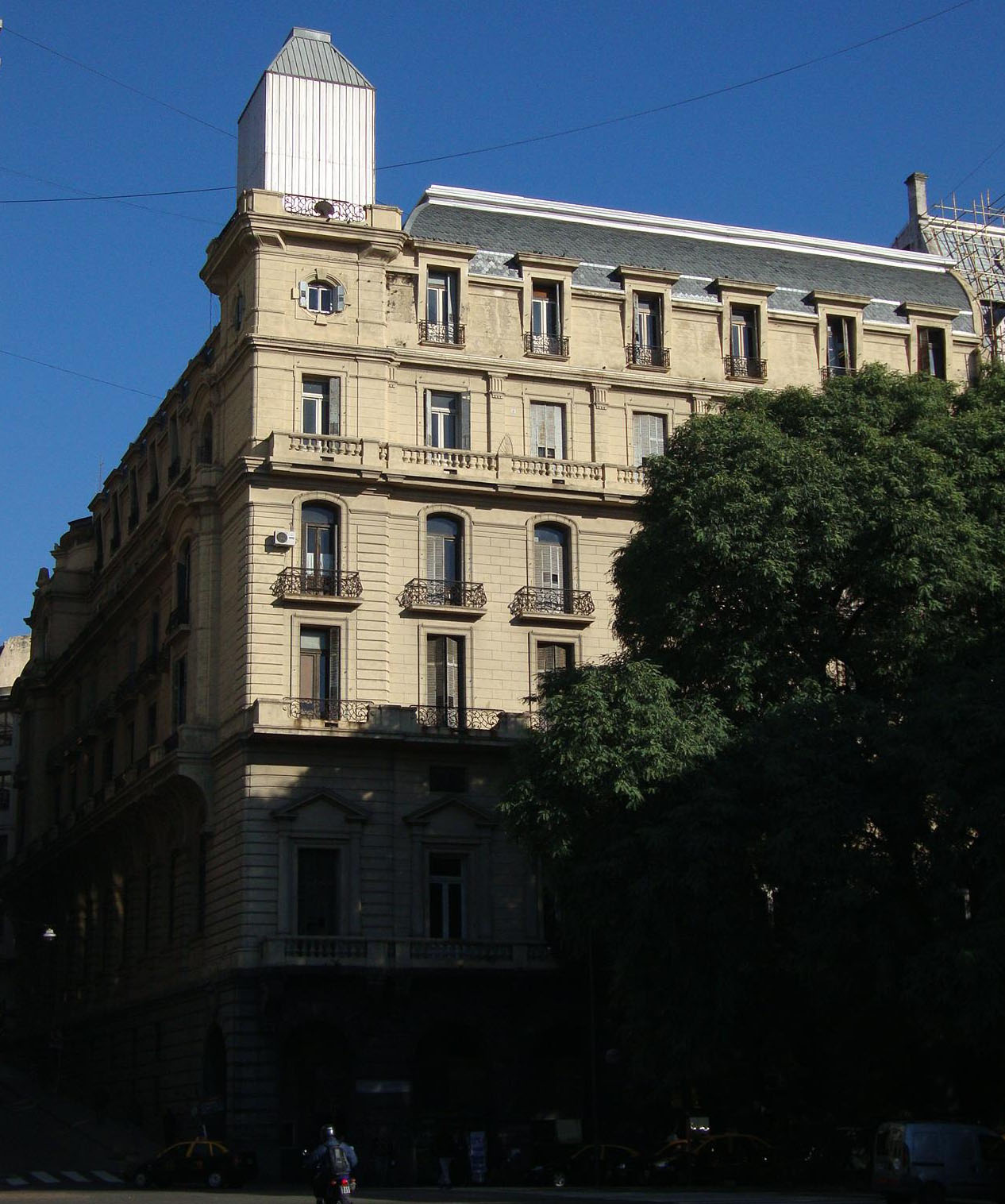
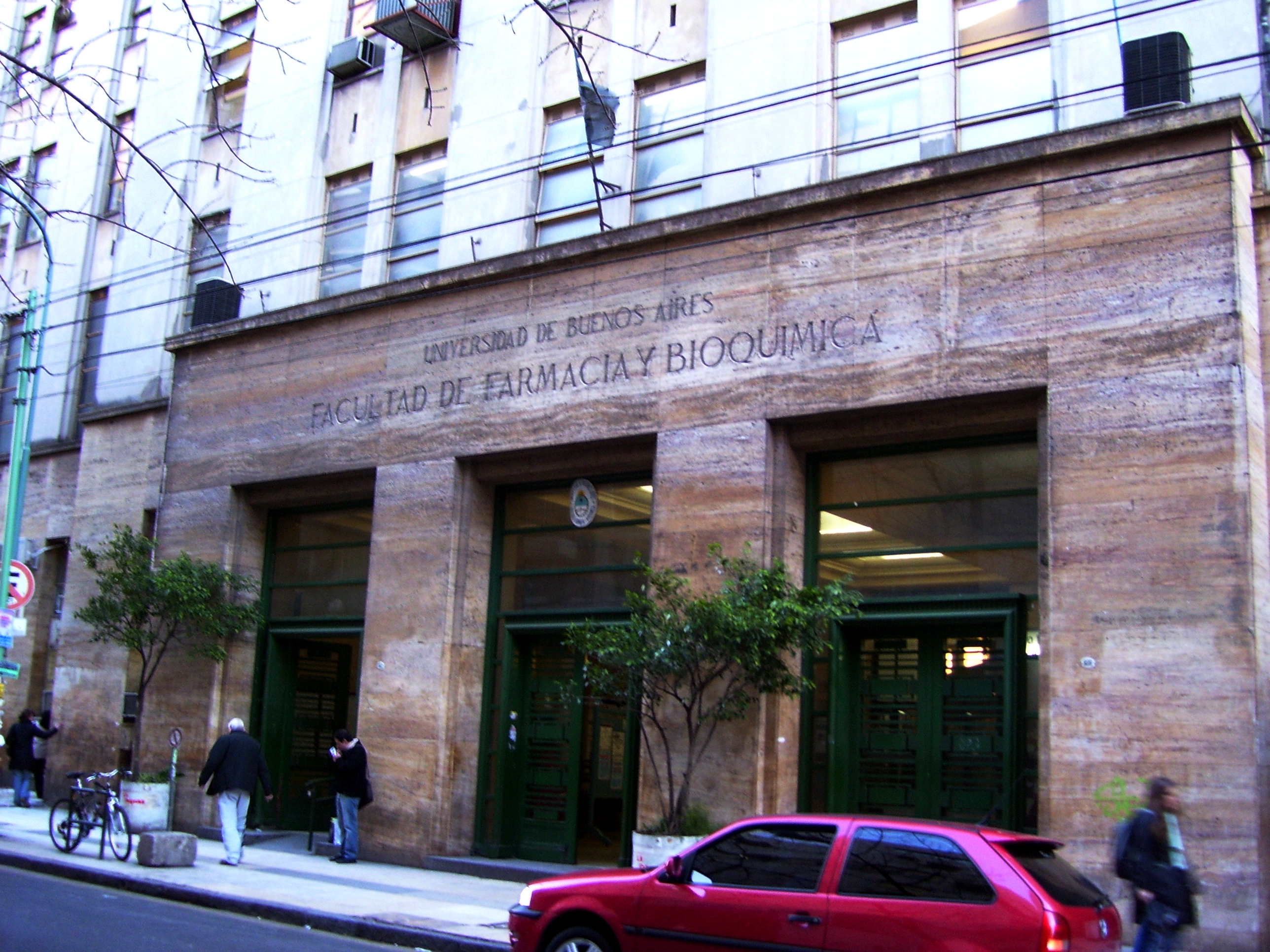
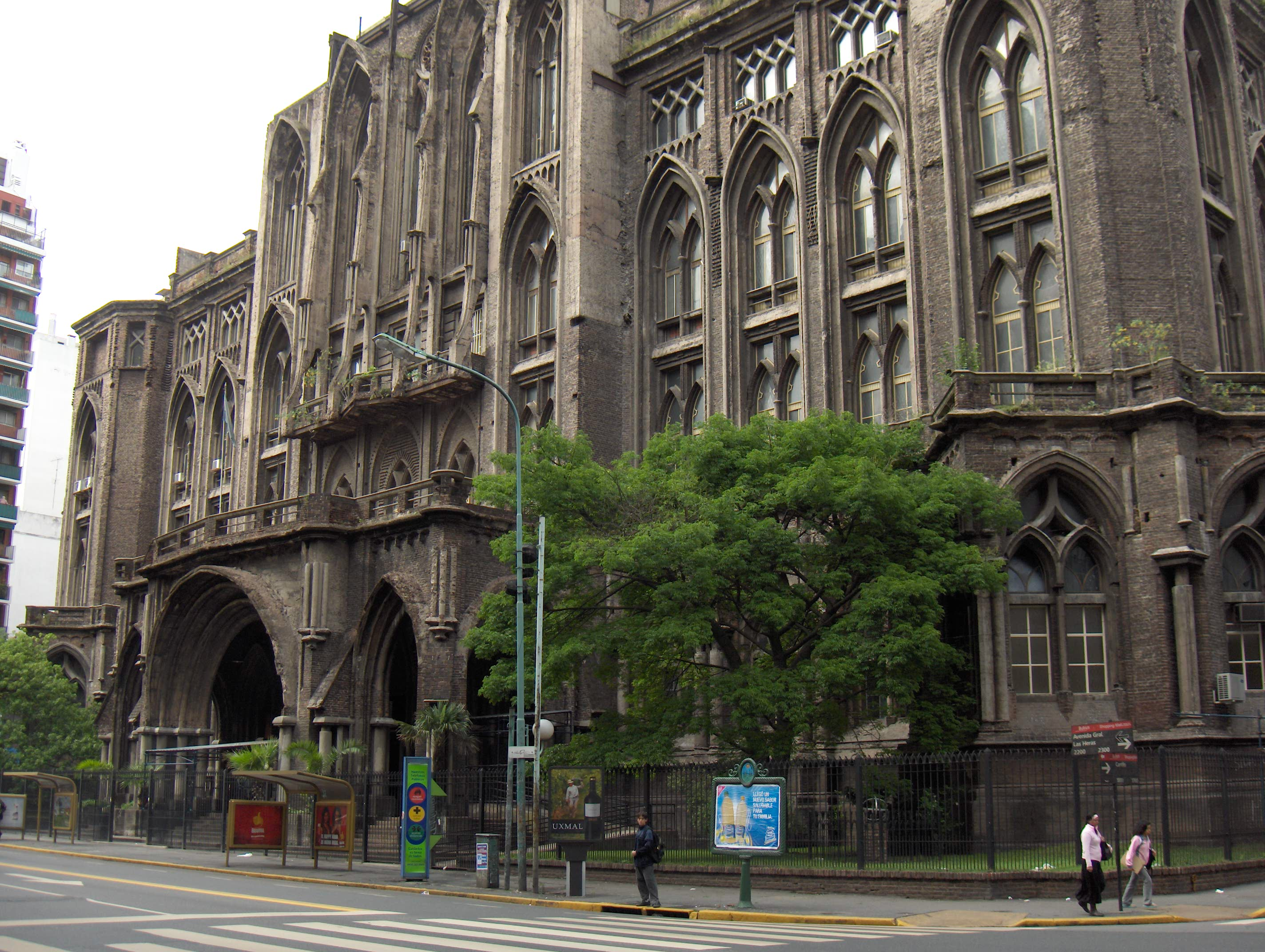
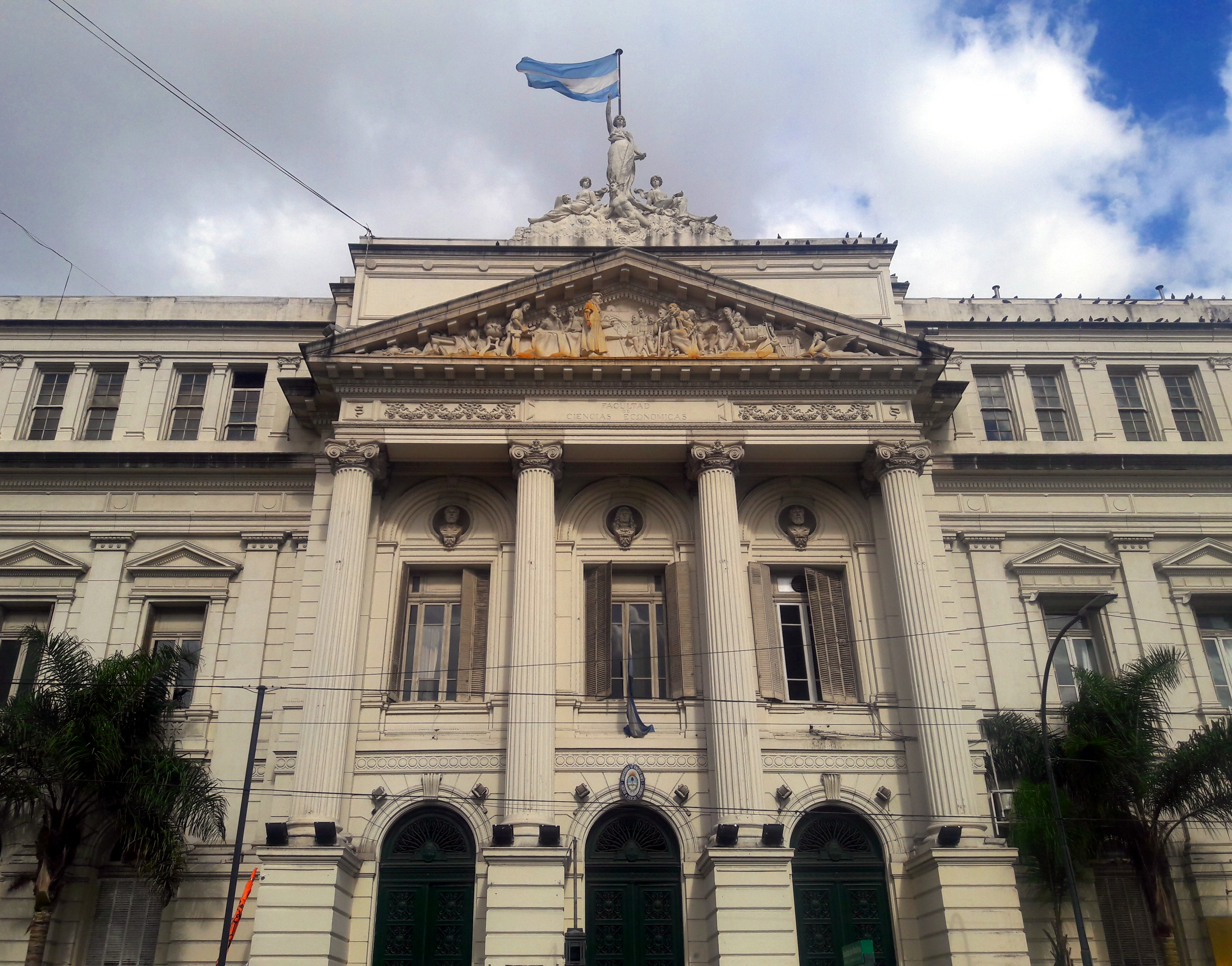